# Armin Gessert
Armin Gessert (* 13. Juni 1963; † 8. November 2009) war ein deutscher Entwickler von Computerspielen. Berühmt wurde er vor allem durch das Spiel The Great Giana Sisters.

## Leben
Armin Gessert arbeitete seit den 1980ern als Entwickler von Computerspielen. 1986 gehörte er mit Thomas Hertzler und Manfred Trenz zu den ersten drei Mitarbeitern des deutschen Entwicklerstudios Rainbow Arts. Seine erste Arbeit war das Spiel Street Gang. Zusammen mit Trenz und Chris Hülsbeck entwickelte er außerdem 1987 in einem Zeitraum von dreieinhalb Monaten das Spiel The Great Giana Sisters für den Commodore 64. Das Spiel wurde wegen seiner großen Ähnlichkeit zu Super Mario Bros. auf Druck von Nintendo wieder vom Markt genommen, was den Bekanntheitsgrad des Spiels jedoch eher steigerte.
Nachdem er bei Rainbow Arts gekündigt hatte, erhielt er Aufträge von Hertzlers neugegründetem Studio Blue Byte, wo er unter anderem an der Tennissimulation Great Courts 2 und der DOS-Portierung des Vorgängers arbeitete. 1994 gründete er seine eigene Firma Spellbound Entertainment, für die er bis zu seinem Tode als CEO tätig war. Mit Spellbound griff er neben eigenen Titeln auch sein Frühwerk wieder auf und brachte mit Giana Sisters DS eine Fortsetzung zu The Great Giana Sisters heraus.
In der Nacht vom 8. November 2009 starb Gessert im Alter von 46 Jahren an einem Herzinfarkt. Beim Deutschen Entwicklerpreis 2009 erhielt er folgenden Monat posthum mit einem Platz in der Hall of Fame einen Preis für sein Lebenswerk. Gessert war verheiratet und hatte drei Kinder.

## Spiele
- 1987: Street Gang (Amstrad CPC, C64, ZX Spectrum)
- 1987: In 80 Days Around The World (Amiga Atari ST, C64)
- 1987: The Great Giana Sisters (Amiga, Atari ST, C64, iOS)
- 1990: Tom and the Ghost (Amiga, Atari ST, DOS)
- 1991: Great Courts (DOS-Portierung)
- 1991: Great Courts 2 (Amiga, Atari ST, DOS)
- 1995: Die total verrückte Rallye (Windows)
- 1998: Airline Tycoon (Windows)
- 1998: Perry Rhodan: Operation Eastside (Windows)
- 2001: Desperados: Wanted Dead or Alive (Windows, Mac OS, Linux)
- 2002: Robin Hood: Die Legende von Sherwood (Amiga, Windows, Mac OS, Linux)
- 2003: Chicago 1930 (Windows, Mac OS)
- 2006: Rauchende Colts (Windows)
- 2006: Desperados 2: Cooper’s Revenge (Windows)
- 2007: Helldorado (Windows)
- 2009: Giana Sisters DS (Nintendo DS, Android, iOS)
- 2010: Arcania: Gothic 4 (Windows, Xbox 360)

## Auszeichnungen
- 2009: Deutscher Entwicklerpreis, Kategorie „Bestes deutsches Kinderspiel“ (für Giana Sisters DS, postum)
- 2009: Deutscher Entwicklerpreis, Kategorie „Hall of Fame“ (postum)
- 2010: Deutscher Entwicklerpreis, Kategorie „Publikumspreis: Bestes Konsolenspiel“ (für Arcania, postum)
- 2010: Deutscher Computerspielpreis, Kategorie „Bestes mobiles Spiel“ (für Giana Sisters DS, postum)